# Astragalus pissisi
Astragalus pissisi är en ärtväxtart som först beskrevs av Rodolfo Amando Philippi, och fick sitt nu gällande namn av Ivan Murray Johnston. Astragalus pissisi ingår i släktet vedlar, och familjen ärtväxter. Inga underarter finns listade i Catalogue of Life.